# Kristina Sigunsdotter
Kristina Sigunsdotter (ur. 1981 w Västerås) – szwedzka autorka książek dla młodzieży, wykładowczyni i dramaturżka. W 2020 roku otrzymała nagrodę Augusta za książkę Sekrety Humli Hansson (ISBN 978-83-7776-215-8), tyt. oryg. Humlan Hanssons hemligheter, która ukazała się w Polsce w 2023 roku nakładem Wydawnictwa Zakamarki w tłumaczeniu Agnieszki Stróżyk.